# Spinetoli
Spinetoli település Olaszországban, Marche régióban, Ascoli Piceno megyében. Lakosainak száma 7213 fő (2023. január 1.). Spinetoli Castorano, Colli del Tronto, Controguerra, Monsampolo del Tronto, Offida és Ancarano községekkel határos.

## Népesség
A település lakossága az elmúlt években az alábbi módon változott:
| Lakosok száma | 7221 | 7132 | 7213 |
|               | 2017 | 2018 | 2023 |